# Isoperla obscura
Isoperla obscura är en bäcksländeart som först beskrevs av Zetterstedt 1840.  Isoperla obscura ingår i släktet Isoperla och familjen rovbäcksländor. Arten är reproducerande i Sverige. Inga underarter finns listade i Catalogue of Life.